# ریو موری

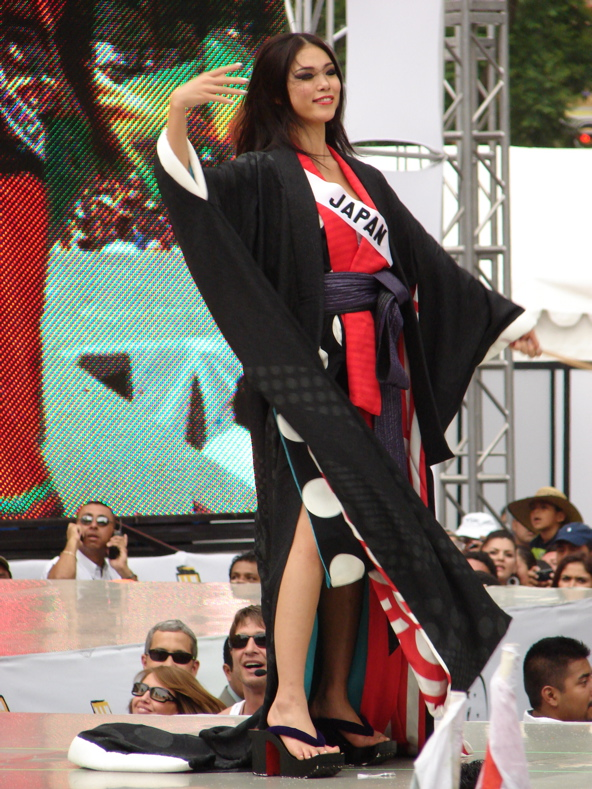
ریو موری در مکزیکو سیتی

ریو موری (به ژاپنی: 森 理世) (زاده: ۲۴ دسامبر ۱۹۸۶ در آکوی-کو، شیزواوکا، ژاپن) یک استاد رقص ژاپنی و برنده مسابقات دوشیزه جهان ۲۰۰۷ است..

## زندگی شخصی
موری رقص را از چهار سالگی شروع کرد. و از مدارس باله در انتاریو و ویکتوریا، کانادا فارغ التحصیل شده است.

## دوشیزه جهان
ریو موری با پیروزی در مسابقات دوشیزه ژاپن به عنوان نماینده این کشور در مسابقات دوشیزه جهان که در مکزیکو سیتی برگزار می‌شد، شرکت کرد و پس از چهار هفته رقابت با هفتاد و هفت رقیب خود در ۲۸ مه ۲۰۰۷ این عنوان را از زلیخا ریورا برنده دوره پیشین مسابقات دریافت کرد.
او دومین ژاپنی و یازدهین آسیایی بود که به این عنوان می‌رسید و در ۱۴ ژوئیه ۲۰۰۸ در مراسم پایانی دوره بعدی رویداد دوشیزه جهان که در شهر نا ترانگ، ویتنام برگزار می‌شد، عنوان خود را به برنده دوره بعدی این مسابقات دایانا مندوزا ونزوئلایی بخشید